# أحمد بن يحيى
 الحاكم بأمر الله أحمد بن يحيى حميد الدين (18 يونيو 1891 ـ 19 سبتمبر 1962) كان ثاني ملوك المملكة المتوكلية اليمنية. درس وتتلمذ على يد علماء مشهورين في شهارة وغيرها التي تولى أمرها حتى انسحب الأتراك من اليمن عقب الحرب العالمية الأولى وقامت المملكة المتوكلية اليمنية، اعتمد عليه أبوه في بعض حروبه لبسط سيطرة اليمن الجديدة وحكمها المركزي، فحارب في المقاطرة بعد قيام الانتفاضة الكبرى فيها التي قادها الشيخ حميد الدين بن علي (تاج العارفين وقطب دائرة المحققين) وحجة والمشرق وفي برط في الشمال والزرانيق في تهامة. واتخذ حجة مقراً له حتى عينه أبوه أميراً على لواء تعز عندما بدأ الاعتماد على أبنائه الذين عرفوا بسيوف الإسلام في حكم البلاد من بعد عام 1937 م، وحين انطلقت ثورة الدستور عام 1948، كان مخطَّطاً أن يُقتل خارج تعز في الوقت نفسه الذي قُتل فيه أبوه في حزيز جنوب صنعاء ولكنه خادع الكمين، وخرج سراً إلى حجة حيث أعلن الحرب على الثورة وقضى عليها وأعدم زعمائها وسجن الباقين في حجة.

## الإمامة
تولًى الحكم بعد اغتيال أبيه في ثورة الدستور 1948 الذي نجح في إفشاله. وكانت تعز عاصمته، وأخمد انقلابات عديدة ضد حكمه. وأخباره كثيرة شهيرة، توفي في 1962 م.
قامت بعد وفاته الثورة «ثورة 26 سبتمبر» حيث استمرت من 1962-1970 م، وأعلنت الجمهورية العربية اليمنية رسميا عام 1970 م. مولده بقفله عذر من بلاد حاشد.

## أبنائه
- محمد البدر حميد الدين
- عبد الله
- عباس
- يحيى (أكبرهم وتوفي في حادث سيارة)

## علاقاته مع الخارج

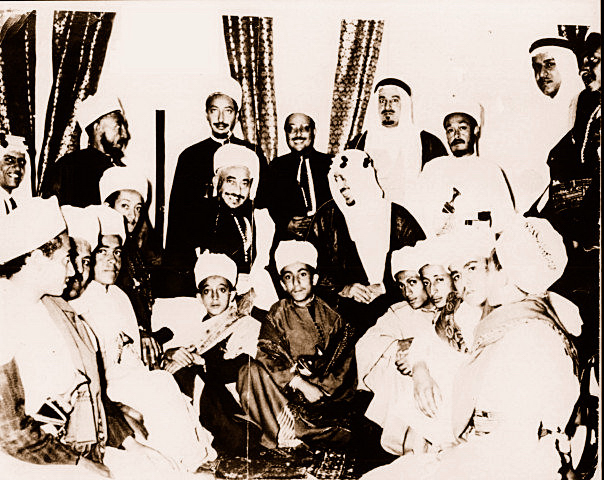
ملك المملكة المتوكلية اليمنية أحمد يحيى حميد الدين مع ملك المملكة العربية السعودية سعود بن عبد العزيز

أقام علاقات دبلوماسية وتم توقيع اتفاقات مع الاتحاد السوفيتي والكتلة الاشتراكية، ومنها الصين الشعبية أواسط الخمسينيات يوليو 1957 م مما أدخل على البلاد الكثير من الإنجازات للبنية التحتية والمشاريع التنمويه، والتقى في جدة مع الرئيس جمال عبد الناصر والملك سعود فوقّعوا ميثاق جدة في 28 إبريل 1956 م كحلف ثلاثي.
في ربيع عام 1958 م التحق بالوحدة المصرية - السورية حين وقّع ابنه البدر في دمشق ميثاق الاتحاد الثلاثي 8 مارس 1958 م) الذي لم يلبث أن حُلّ نتيجة لسلبية ذلك الاتحاد، كما تم التعاون مع مصر في إنشاء الكليات العسكرية التي تخرج منها ضباط الثورة.

## النهاية
اتسعت حركة المعارضة بزعامة القاضي محمد محمود الزبيري والأستاذ أحمد محمد نعمان في الخارج، فقامت ضده ثورة الدستور بقيادة العقيد أحمد يحيى الثلايا في 28 إبريل عام 1955م، لكنها فشلت بعبقرية محنكة كادها ضدهم كما صرحت وأخبرت بالقصة الكاملة جميع الصحف في تلك الفترة (اليمنية، العربية والبريطانيه) فكان مصير المنقلبين الإعدام، وحاول ثلاثة من صغار ضباط الجيش وهم محمد عبد الله العلفي وعبد الله اللقية ومحسن الهندوانة اغتياله في مستشفى الحديدة الذي كان فيه لزيارة المرضى من الجنود يوم 6 مارس عام 1961، ولكنه تمكن من النجاة، يروي ابنه العباس:
| ” | عندما كنت مع أبي في زيارة لمستشفى الحديدة وأنا في السادسة من عمري توجهنا عبر عنابر المشفى لزيارة الجنود المرضى والمرضى وعند آخر زيارة لأحد المرضى ودّعه أبي داعيا له فرجعنا إلى ممر يؤدي إلى بوابة المستشفى وفجأة اطفأت الأنوار وما هي إلا ثواني فسمعت طلقات الرصاص داخل الممر فشدني الإمام إلى صدره بقوة صارمة وارتمى بكل ثقله عليّ فكنت أحس بالرصاصة تلو الأخرى وهي تدخل جسده كأنما زلزال مهيب يهز جسدي بعنف لم اذكر له مثيل، ثم اذكر كلمة مدير المستشفى وهو يقول امسكوهم واذكر أنه فتحت الانوار في الحال وعندما رفعوا الامام إلى سرير متحرك احسسنا أنه قد فارق الحياة، وما هي إلا دقائق وتنبثق تلك العيون العظيمة ويعلو صوته الجهور بكلمات لم اعد اذكرها مما كنا فيه | “ |

وظل الإمام يحكم اليمن بنفسه حتى وفاته في 19 سبتمبر 1962م وصباح يوم 26 سبتمبر قامت الثورة، وأعلن النظام الجمهوري بعد أسبوع واحد من وفاته، وتولى ابنه محمد البدر حميد الدين حكم البلاد لمدة أسبوع واحد قبل قيام الثورة ولمدة ثمان سنوات بعد قيام الثورة محاولاً للحفاظ على حكم آل حميد الدين.

## أعماله الأدبية
هناك جانب آخر من شخصية الإمام أحمد بن يحيى، وهو أنه كان محباً للشعر. وله عدة مشاركات أدبية في نقد الإشتراكية، وله مشاركة أخرى وهي تشطير لقصيدة أبي فراس الحمداني (أراك عصي الدمع) لاقت إعجاب المحيطين به.

## روابط خارجية
- أحمد بن يحيى على موقع الموسوعة البريطانية (الإنجليزية)
- أحمد بن يحيى على موقع مونزينجر (الألمانية)